# Lecteria bicornuta
Lecteria bicornuta är en tvåvingeart som beskrevs av Alexander 1969. Lecteria bicornuta ingår i släktet Lecteria och familjen småharkrankar. Inga underarter finns listade i Catalogue of Life.